# Never to Be Forgotten
Never to Be Forgotten — третий альбом американского певца Эдди Кокрана, состоящий из песен, ранее не выходивших на долгоиграющих пластинках. Сборник был издан спустя два года после смерти музыканта.

## Обзор
В альбом вошли одни из самых ранних записей Кокрана для Liberty Records в 1956 году, включая рок-н-ролльные хиты «Long Tall Sally» и «Blue Suede Shoes». Известная песня Кокрана «Twenty Flight Rock» из фильма «Девушка ничего не может с собой поделать» впервые была включена в альбом, будучи до того доступной лишь на сингле. Альбом вышел в монофоническом звучании и, как и все долгоиграющие пластинки Кокрана, не попал в американский хит-парад.

## Список композиций
| №   | Название             | Автор(ы)                                          | Длительность |
| --- | -------------------- | ------------------------------------------------- | ------------ |
| 1.  | «Weekend»            | Билл Пост, Дори Пост                              |              |
| 2.  | «Long Tall Sally»    | Ричард Пеннимен, Роберт Блэкуэлл, Энотрис Джонсон |              |
| 3.  | «Lonely»             | Шарон Шили                                        |              |
| 4.  | «Nervous Breakdown»  |                                                   |              |
| 5.  | «Cherished Memories» |                                                   |              |
| 6.  | «Twenty Flight Rock» | Эдди Кокран, Нед Фэйрчайлд                        |              |
| 7.  | «Boll Weevil Song»   |                                                   |              |
| 8.  | «Little Angel»       |                                                   |              |
| 9.  | «Milk Cow Blues»     | Кокомо Арнольд                                    |              |
| 10. | «Sweetie Pie»        |                                                   |              |
| 11. | «Love Again»         | Шарон Шили                                        |              |
| 12. | «Blue Suede Shoes»   | Карл Перкинс                                      |              |